# Gu Beibei
Gu Beibei –en chino, 顧貝貝– (Pekín, 25 de noviembre de 1980) es una deportista China que compitió en natación sincronizada. Participó en dos Juegos Olímpicos de Verano en los años 2004 y 2008, obteniendo una medalla de bronce en Pekín 2008 en la prueba de equipo.

## Palmarés internacional
| Juegos Olímpicos | Juegos Olímpicos | Juegos Olímpicos  | Juegos Olímpicos |
| Año              | Lugar            | Medalla           | Prueba           |
| ---------------- | ---------------- | ----------------- | ---------------- |
| 2008             | Pekín (China)    | Medalla de bronce | Equipo           |